# مت ولش
مت ولش (به انگلیسی: Matt Welsh) (زادهٔ ۱۸ نوامبر ۱۹۷۶) شناگر اهل استرالیا است.